# Notranji organ
Notranji organi (tudi drobovje) v medicini zajemajo organe prsne in trebušne votline.
Zajemajo organe v naslednji preglednici:
| Organi                     | Medicinska specializacija                 |
| Obtočila (srce in ožilje)  | kardiologija in angiologija               |
| Limfatični organi          | hematologija, imunologija in alergologija |
| Organi endokrinega sistema | endokrinologija                           |
| Dihala                     | pulmologija, otorinolaringologija         |
| Prebavila                  | gastroenterologija, hepatologija          |
| Sečila in spolovila        | urologija, andrologija in ginekologija    |